# Wacman

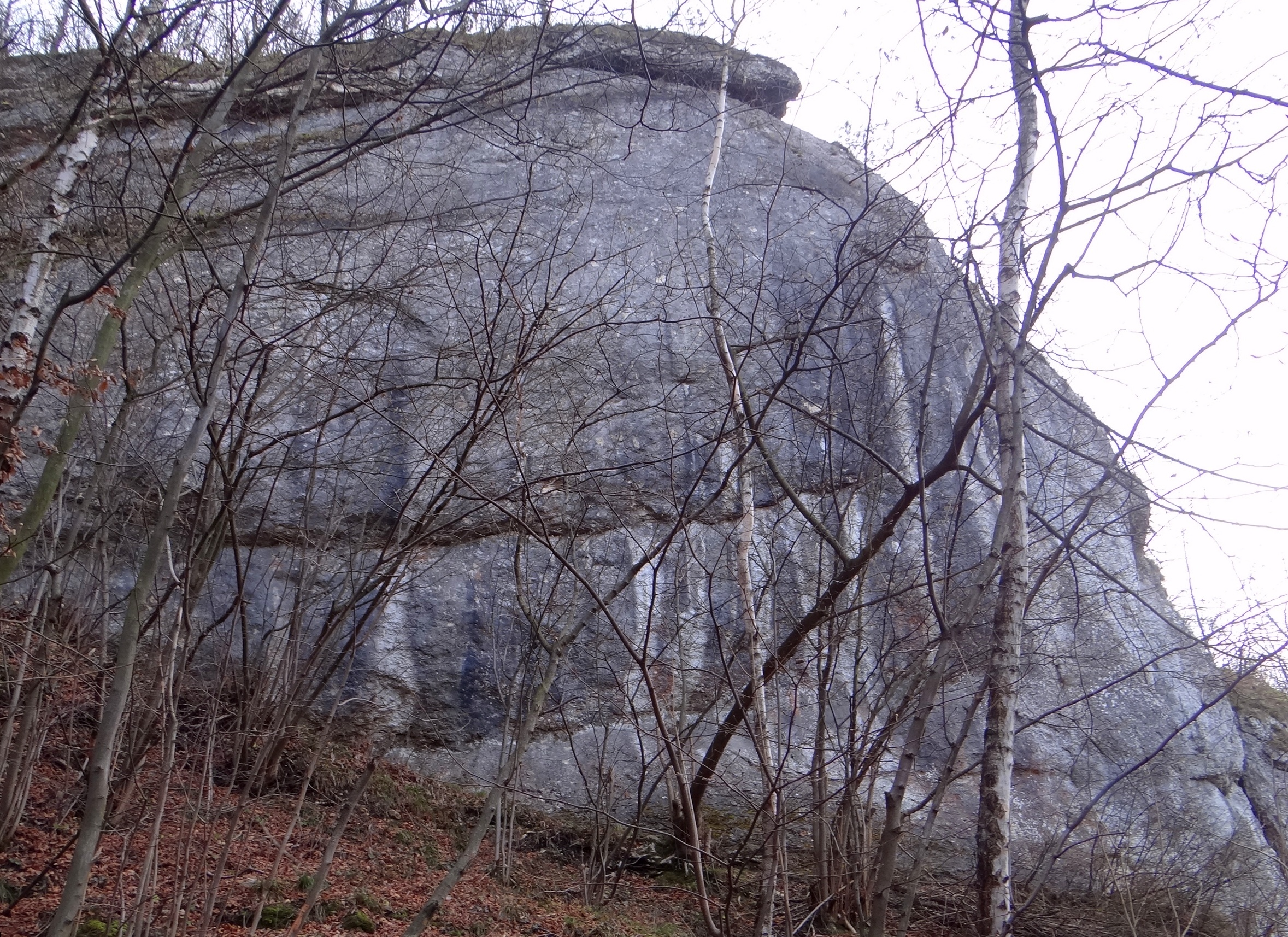

Wacman – skała w dolnej części doliny Zimny Dół na Garbie Tenczyńskim, we wsi Czułów w województwie małopolskim, w powiecie krakowskim, w gminie Liszki.
Przy skrzyżowaniu drogi Mników – Czułów z drogą przez Zimny Dół wznosi się wybitna skała Łysina. W odległości około 100 m na południowy zachód od niej, tuż po lewej stronie drogi, znajduje się skałka Żabka Czułowska mająca postać skalnej igły. Ponad nią w górę zbocza wznosi się Sępia Czułowska tworząca wraz z Wacmanem skalny cyrk w kształcie litery C. Wacman stanowi jego wschodnie zamknięcie.
Wacman znajduje się na stoku porośniętym zaroślami. Zbudowany jest z twardych wapieni. Wspinaczka odbywa się na jego północno-zachodniej, pionowej ścianie o wysokości od 14 do 20 m. Jest na niej 8 dróg wspinaczkowych o trudności VI.2 – VI.7+ w skali polskiej. Wszystkie mają zamontowane punkty asekuracyjne: 6-9 ringów (r) i stanowiska zjazdowe (st).

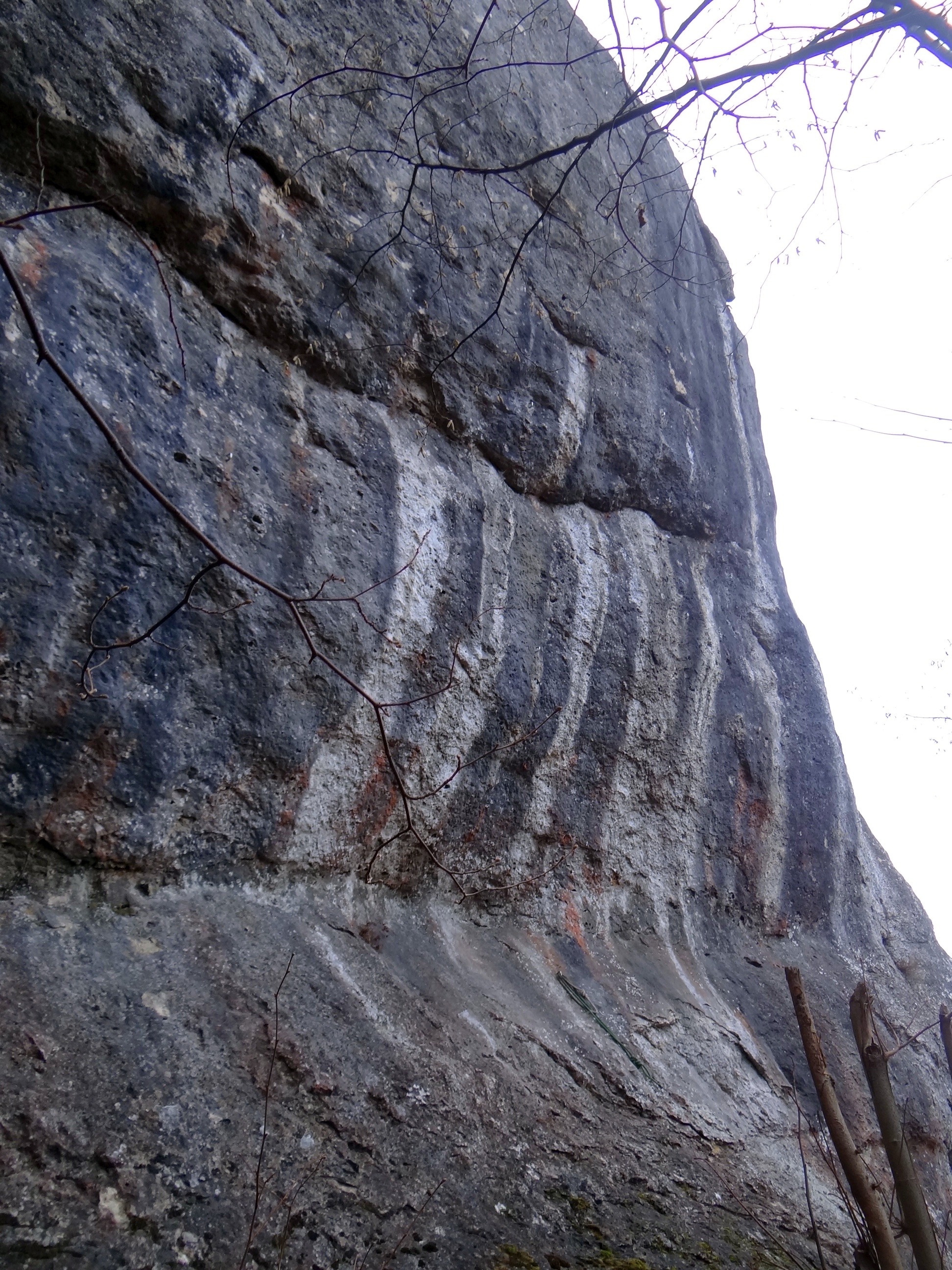

## Drogi wspinaczkowe
1. Na skróty VI.2, 6r + st, 16 m
2. Ponury jebaka VI.6, 6r + st, 16 m
3. Baciarka Ciesy VI.6+, 7r + st, 17 m
4. Morderstwo doskonałe VI.6, 8r + st, 17 m
5. Kundapura VI.7+, 9r + st, 17 m
6. Parametr pictures VI.5, 7r + st, 17 m
7. Extra Korona nulla salus VI.2, 6r + st, 17 m
8. Filar Wacmana VI.2, 6r + st, 15 m